# Luigi Bossi

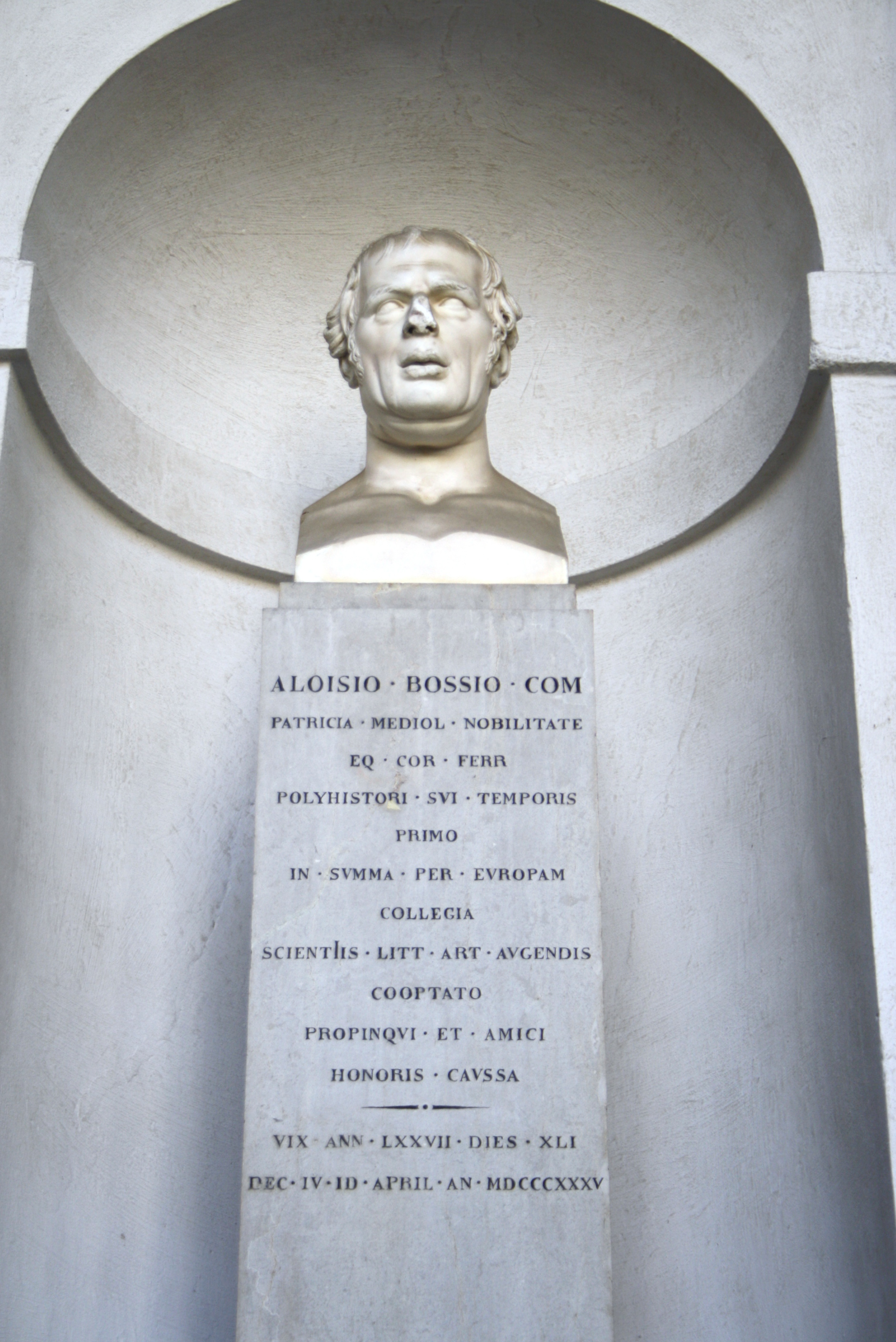
Büste Bossis im Hofe des Palazzo di Brera in Mailand

Luigi Bossi (* 28. Februar 1758 in Mailand; † 10. April 1835 ebenda) war ein italienischer Archivar, Historiker und Schriftsteller.
Bossi studierte die Rechte und Naturwissenschaften, in der Zeit der Cisalpinen Republik wurde er von Bonaparte als Agent der französischen Regierung in Turin angestellt.
Nach der Vereinigung Piemonts mit Frankreich 1803 stieg er zum Präfekten der Archive des Königreichs Italien auf.

## Werke

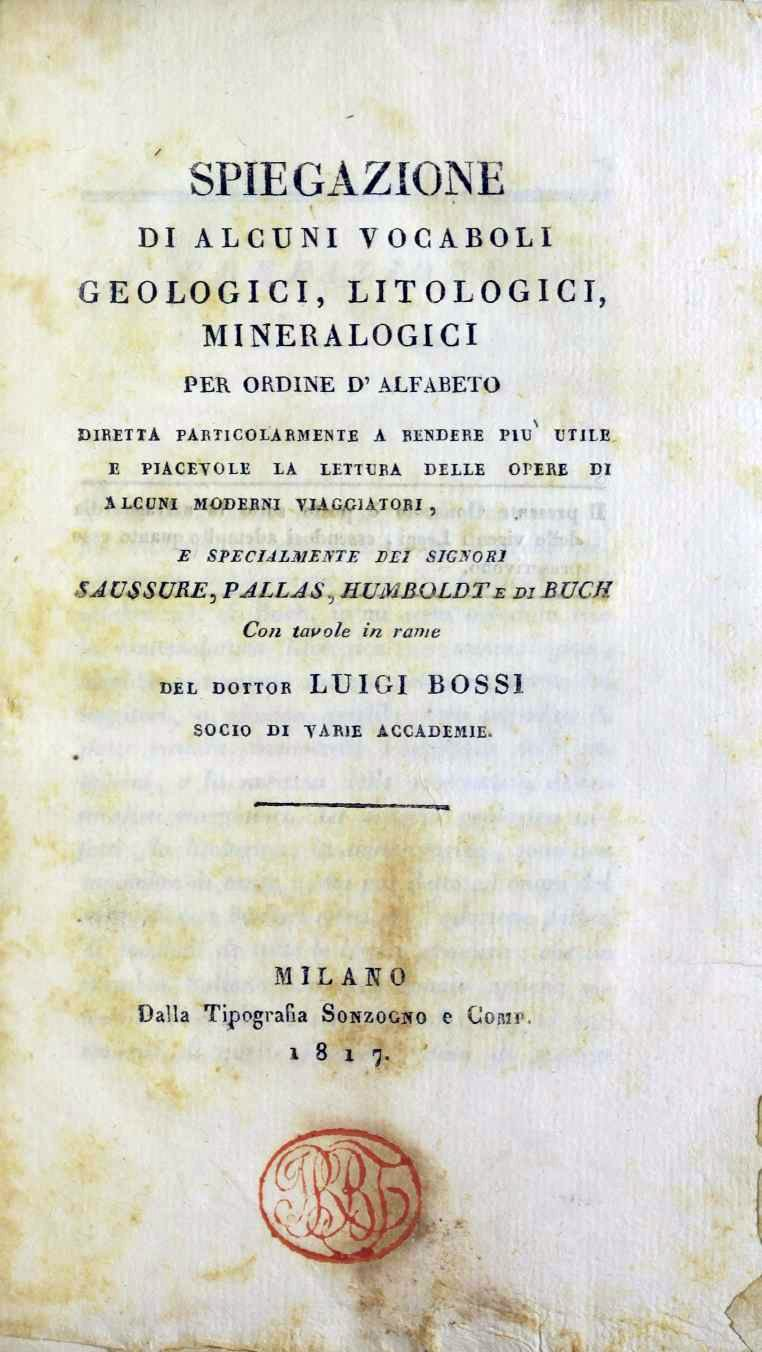
Spiegazione di alcuni vocaboli geologici, litologici, mineralogici, 1817

- Descrizione di una sfera armillare di nuova costruzione rappresentante diversi sistemi, Mailand 1776
- I parafulmini, poemetto, Mailand 1776
- Lettre de M. Bossi à M. d'Alembert au sujet d'une lettre à M. Linguet sur l'alienation des biens ecclésiastiques, Genf 1781
- Del cattolicesimo della Chiesa d'Utrecht, Mailand 1786
- Breve saggio sui giornali letterari, Mailand 1787
- Dell'elettro metallo degli antichi: dissertazione, Mailand 1791
- Dello stato delle scienze e delle lettere in Europa e Breve saggio sui giornali letterari, Veröffentlicht auf «Giornale enciclopedico»
- Direttore con Giuseppe Compagnoni del «Mercurio storico-politico-letterario», Venedig 1796
- Redattore con Giuseppe Valeriani del «Monitore veneto», Venedig 1797
- Elogio storico del commendatore Gian Rinaldo Carli, Venedig 1797
- Liste des principaux objets de sciences et d'arts recueillis en Italie par les Commissaires du Gouvernement français, Venedig 1797
- Dell'erudizione degli artisti, Padua 1810
- William Roscoe, Vita e pontificato di Leone X (traduzione di Luigi Bossi), Mailand 1816
- Viaggio in Norvegia, in Danimarca ed in Russia negli anni 1788, 89, 90 e 91 da Andrew Swinton tradotto dal conte cav. Luigi Bossi con note del medesimo, e con tavole in rame colorate, Mailand 1816
- Spiegazione di alcuni vocaboli geologici, litologici, mineralogici. Sonzogno, Milano 1817 (italienisch, beic.it).
- Dizionario portatile di geologia, litologia e mineralogia, Mailand 1817–1819
- Vita di Cristoforo Colombo, 1818 (Untersuchungen über Christ. Columbus)
- Guida di Milano o sia Descrizione della città e de' luoghi più osseruabili ai quali di Milano recansi i forestieri, Mailand 1818
- Della istoria d'Italia antica e moderna, Mailand 1819–23, 19 Bande
- Storia della Spagna antica e moderna, Mailand 1821–22, 8 Bande
- Introduzione allo studio delle arti del disegno e vocabolario compendioso delle arti medesime, Mailand 1821
- Gli amori di Saffo e Faone (Übersetzung von Luigi Bossi), Neapel 1830
- L'eremita di Lampedusa, historischer Roman, unvollständig.